# Joe Shields
Joe Shields (* 20. März 1961) ist ein US-amerikanischer Grafiker, Flash-Animator und Musiker aus Michigan. Er ist im Internet bekannt durch seine Flash-Animationen. Er ist Gründer der Webseite Joe Cartoon.

## Joe Cartoon
1998 begann der T-Shirt-Designer Joe Shields mit dem Programm Adobe Flash 2 zu arbeiten. Flash 2 war zum Erstellen von interaktiven Websites sowie Werbebannern gedacht. In seinen frühen Animationen war der meist makabere Hintergrund, den er bis 2013 in seine Animationen einbrachte, schon vorhanden. Viele Internetnutzer waren begeistert vom Frosch im Mixer und der Rennmaus in der Mikrowelle. Er gab seine Animationen zum Download frei und erlangte so schnell Bekanntheit.
2006 eröffnete Shields die Internetseite Joe Cartoon.

## Persönliches
Shields wohnt in Michigan. Er hat eine Frau und zwei Kinder, Joe-Joe und Erin.
2013 begann Shields Lieder zu schreiben. 2014 erschien das Debütalbum Cousin Joe Twoshacks: Rocks & Toads.